# Chirotica minor
Chirotica minor là một loài tò vò trong họ Ichneumonidae.